# Mieczysław Pęczkowski

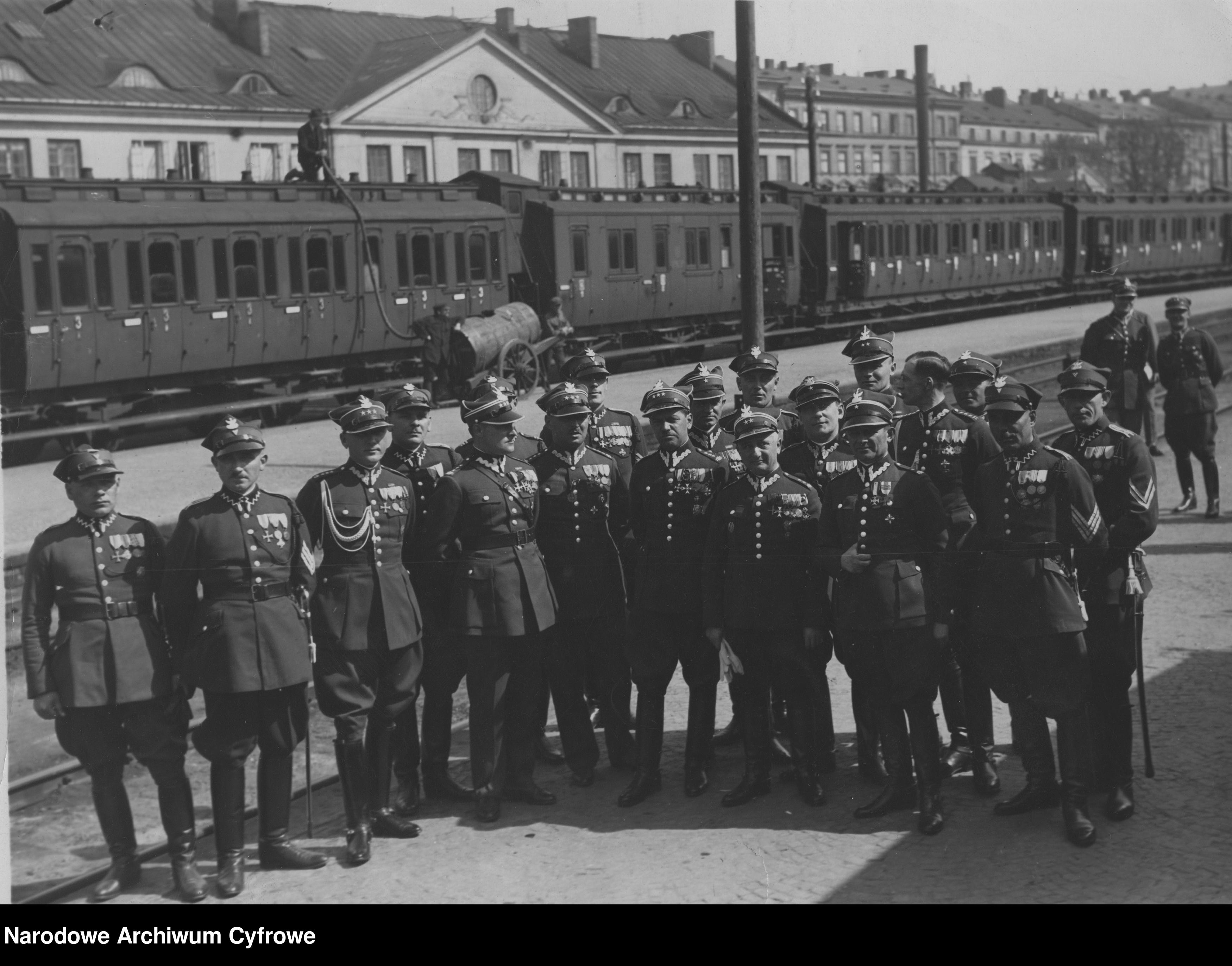
Delegacja Wojska Polskiego wyjeżdżająca na święta pułków piechoty w Rumunii, na Dworcu Głównym w Warszawie. Major Pęczkowski stoi w drugim szeregu, czwarty od lewej.

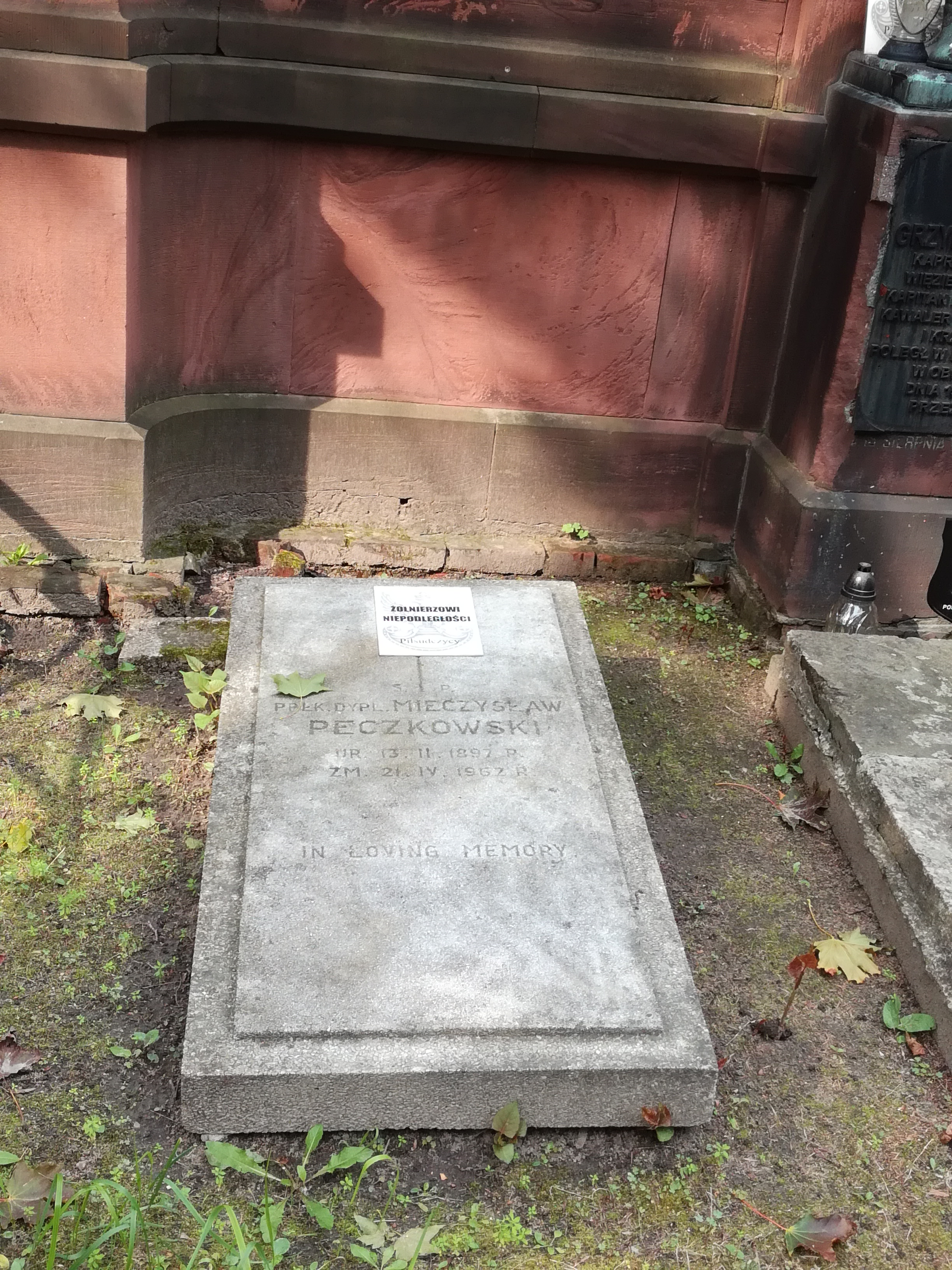
Grób Mieczysława Pęczkowskiego na Starym Cmentarzu w Łodzi

Mieczysław Pęczkowski ps. „Grzymała” (ur. 13 lutego 1895 w Serocku, zm. 21 kwietnia 1962) – podpułkownik dyplomowany piechoty Wojska Polskiego.

## Życiorys
Mieczysław Pęczkowski urodził się 13 lutego 1895 w Serocku, pow. pułtuski, w rodzinie Eugeniusza. Był starszym bratem Benedykta (1897–1920), pośmiertnie mianowanego kapitanem Wojska Polskiego i odznaczonego Orderem Virtuti Militari.
Uczęszczał do gimnazjum i szkoły handlowej w Łodzi i Pabianicach. Podczas I wojny światowej był zastępcą komendantów okręgu łódzkiego Polskiej Organizacji Wojskowej, Jerzego Neugebauera oraz Stanisława Steckiego-Skwarczyńskiego.
Po odzyskaniu przez Polskę niepodległości został przyjęty do Wojska Polskiego. Został awansowany na stopień kapitana piechoty ze starszeństwem z 1 czerwca 1919. W 1923 był oficerem 74 pułku piechoty. Jako oficer nadetatowy tej jednostki odbył Kurs Normalny 1923–1925 w Wyższej Szkole Wojennej w Warszawie. Uzyskał tytuł oficera dyplomowanego. W 1928 jako oficer Sztabu Generalnego był w składzie osobowym II wiceministra spraw wojskowych. Obowiązki służbowe łączył z funkcją redaktora naczelnego „Przeglądu Piechoty” (1928-1938). Został awansowany na stopień majora piechoty ze starszeństwem z dniem 1 stycznia 1930. Z dniem 22 września 1930 został przydzielony na XIV trzymiesieczny kurs w Centralnej Szkole Strzelniczej w Toruniu. W marcu 1931 został przeniesiony do 22 pułku piechoty w Siedlcach na stanowisko dowódcy batalionu. W maju 1931 przebywał w Rumunii, jako członek oficjalnej delegacji Wojska Polskiego. W grudniu 1932 został przeniesiony do Wojskowego Instytutu Naukowo-Wydawniczego w Warszawie na stanowisko szefa Wydziału Naukowego. Na początku czerwca 1935 został wybrany członkiem zarządu Towarzystwa Wiedzy Wojskowej. Od 1937 sprawował stanowisko szefa sztabu 2 Dywizji Piechoty Legionów w Kielcach. Na stopień podpułkownika został mianowany ze starszeństwem z dniem 19 marca 1938 roku i 44. lokatą w korpusie oficerów piechoty. Funkcję szefa sztabu 2 DP Leg. pełnił podczas kampanii wrześniowej - do dnia 8 września 1939, kiedy to porzucił dywizję razem z dowódcą dywizji płk Dojanen-Surówką, pomocnikiem kwatermistrza i dowódcą łączności mjr. dypl. Stefanem Prokopem. Po zakończeniu wojny wrócił do kraju i został zarejestrowany w jednej z rejonowych komend uzupełnień.
Zmarł 21 kwietnia 1962. Pochowany na Starym Cmentarzu w Łodzi.

## Ordery i odznaczenia
- Krzyż Niepodległości (12 marca 1931)[21]
- Krzyż Kawalerski Orderu Odrodzenia Polski (8 listopada 1930)[22]
- Krzyż Walecznych (czterokrotnie)[13]
- Złoty Krzyż Zasługi (19 marca 1937)[23]
- Medal Pamiątkowy za Wojnę 1918–1921[2]
- Srebrny Wawrzyn Akademicki (5 listopada 1935)[24]
- Medal Dziesięciolecia Odzyskanej Niepodległości[2]
- Krzyż Oficerski Orderu Gwiazdy Rumunii (9 maja 1931)[25] (zezwolenie na przyjęcie i noszenie: 19 maja 1932)[26]

## Publikacje
- Zbiór ćwiczeń bojowych dla szeregowca, sekcji i drużyny (1925, współautorzy: Stanisław Kara, Jan Rzepecki).
- Podręcznik taktyczny dowódcy drużyny strzeleckiej (1928).
- Walka małych jednostek piechoty. Sekcja i pluton (1932, autor: Siergiej Gurow).
- Książeczka strzelnicza karabinowego C. K. M. Maxim wz. 08 (1934, współautor: Wacław Berka).
- Umundurowanie wojska, marynarki wojennej i przysposobienia wojskowego w Polsce (1935).
- Lista starszeństwa oficerów zawodowych piechoty - 5 czerwiec 1935 r.